# Cử tạ tại Thế vận hội Mùa hè 2008 - 56 kg nam
Nội dung 56 kg nam của môn cử tạ tại Thế vận hội Mùa hè 2008 ở Bắc Kinh diễn ra vào ngày 10 tháng 8 năm 2016 tại Đại học Hàng không và Vũ trụ Bắc Kinh.

## Lịch thi đấu
Tất cả theo Giờ Trung Quốc (UTC+08:00)
| Ngày                | Giờ   | Nội dung |
| ------------------- | ----- | -------- |
| 10 tháng 8 năm 2008 | 10:00 | Nhóm B   |
| 10 tháng 8 năm 2008 | 19:00 | Nhóm A   |

## Kỷ lục
Trước cuộc đấu này, tồn tại các kỷ lục Olympic và thế giới sau.
| Kỷ lục thế giới | Cử giật | Halil Mutlu (TUR) | 138,5 kg | Antalya, Thổ Nhĩ Kỳ | 4 tháng 11 năm 2001 |
| Kỷ lục thế giới | Cử đẩy  | Halil Mutlu (TUR) | 168 kg   | Trenčín, Slovakia   | 24 tháng 4 năm 2001 |
| Kỷ lục thế giới | Tổng cử | Halil Mutlu (TUR) | 305 kg   | Sydney, Úc          | 16 tháng 9 năm 2000 |
| Kỷ lục Olympic  | Cử giật | Halil Mutlu (TUR) | 137,5 kg | Sydney, Úc          | 16 tháng 9 năm 2000 |
| Kỷ lục Olympic  | Cử đẩy  | Halil Mutlu (TUR) | 167,5 kg | Sydney, Úc          | 16 tháng 9 năm 2000 |
| Kỷ lục Olympic  | Tổng cử | Halil Mutlu (TUR) | 305 kg   | Sydney, Úc          | 16 tháng 9 năm 2000 |

## Kết quả
| Xếp hạng | Vận động viên            | Nhóm | Trọng lượng cơ thể | Cử giật (kg) | Cử giật (kg) | Cử giật (kg) | Cử giật (kg) | Cử đẩy (kg) | Cử đẩy (kg) | Cử đẩy (kg) | Cử đẩy (kg) | Tổng cử |
| Xếp hạng | Vận động viên            | Nhóm | Trọng lượng cơ thể | 1            | 2            | 3            | Kết quả      | 1           | 2           | 3           | Kết quả     | Tổng cử |
| -------- | ------------------------ | ---- | ------------------ | ------------ | ------------ | ------------ | ------------ | ----------- | ----------- | ----------- | ----------- | ------- |
| 1        | Long Thanh Tuyền (CHN)   | A    | 55.37              | 125          | 130          | 132          | 132          | 155         | 160         | 164         | 160         | 292     |
| 2        | Hoàng Anh Tuấn (VIE)     | A    | 55.97              | 126          | 130          | 130          | 130          | 155         | 160         | 160         | 160         | 290     |
| 3        | Eko Yuli Irawan (INA)    | A    | 55.91              | 125          | 130          | 130          | 130          | 152         | 158         | 158         | 158         | 288     |
| 4        | Dương Cảnh Dực (TPE)     | A    | 55.43              | 125          | 128          | 128          | 128          | 154         | 157         | 160         | 157         | 285     |
| 5        | Cha Kum-chol (PRK)       | A    | 55.85              | 128          | 128          | 128          | 128          | 155         | 155         | 160         | 155         | 283     |
| 6        | Sergio Álvarez (CUB)     | A    | 55.67              | 120          | 120          | 125          | 120          | 152         | 161         | 166         | 152         | 272     |
| 7        | Vương Thân Uyên (TPE)    | A    | 55,53              | 115          | 115          | 120          | 115          | 146         | 150         | 150         | 150         | 265     |
| 8        | Azroy Hazalwafie (MAS)   | A    | 55.77              | 116          | 121          | 123          | 121          | 144         | 144         | 148         | 144         | 265     |
| 9        | Yamada Masaharu (JPN)    | B    | 55.84              | 103          | 103          | 106          | 106          | 142         | 147         | 153         | 153         | 259     |
| 10       | Pongsak Maneetong (THA)  | B    | 55.64              | 112          | 116          | 120          | 116          | 142         | 146         | 146         | 142         | 258     |
| 11       | Sekikawa Yasunobu (JPN)  | B    | 55.79              | 108          | 112          | 114          | 114          | 138         | 142         | 142         | 142         | 256     |
| 12       | Sergio Rada (COL)        | B    | 55.74              | 107          | 112          | 112          | 112          | 135         | 140         | 142         | 140         | 252     |
| 13       | Tom Goegebuer (BEL)      | B    | 55.94              | 109          | 112          | 114          | 114          | 132         | 135         | 137         | 137         | 251     |
| 14       | Vito Dellino (ITA)       | B    | 55.99              | 102          | 107          | 110          | 110          | 132         | 137         | 140         | 137         | 247     |
| 15       | Igor Grabucea (MDA)      | B    | 55.63              | 105          | 109          | 112          | 109          | 130         | 130         | 135         | 130         | 239     |
| —        | Sedat Artuç (TUR)        | B    | 55.98              | 115          | 115          | 115          | —            | —           | —           | —           | —           | —       |
| —        | Khalil El-Maaoui (TUN)   | A    | 55.87              | 123          | 126          | 130          | 126          | 142         | 142         | 142         | —           | —       |
| —        | Ri Kyong-sok (PRK)       | A    | 55.82              | 122          | 122          | 122          | —            | —           | —           | —           | —           | —       |
| —        | Vitali Dzerbianiou (BLR) | A    | 55.88              | 120          | 125          | 127          | 127          | 140         | 140         | 140         | —           | —       |